# Campeonato Mundial de Balonmano Masculino de 1999
El XVI Campeonato Mundial de Balonmano Masculino se celebró en Egipto entre el 2 y el 15 de junio de 1999 bajo la organización de la Federación Internacional de Balonmano (IHF) y la Federación Egipcia de Balonmano.

## Sedes
| Grupo          | Ciudad      | Instalación                                                         |
| -------------- | ----------- | ------------------------------------------------------------------- |
| A              | El Cairo    | Pabellón de la Academia Militar                                     |
| B y fase final | El Cairo    | Pabellón principal del Complejo Deportivo del Estadio Internacional |
| C              | Ismailía    | Pabellón Mubarak                                                    |
| D              | Puerto Saíd | Pabellón Mubarak                                                    |

## Grupos
| Grupo A   | Grupo B             | Grupo C | Grupo D       |
| --------- | ------------------- | ------- | ------------- |
| España    | Alemania            | Rusia   | Francia       |
| Argelia   | Cuba                | Noruega | Australia     |
| Dinamarca | Arabia Saudita      | Hungría | Suecia        |
| Marruecos | Macedonia del Norte | Nigeria | Corea del Sur |
| Túnez     | Egipto              | Croacia | Yugoslavia    |
| Argentina | Brasil              | Kuwait  | China         |

## Primera fase

### Grupo A
| Equipo    | J | G | E | P | G+  | G-  | DG  | PTS |
| --------- | - | - | - | - | --- | --- | --- | --- |
| España    | 5 | 5 | 0 | 0 | 163 | 101 | +62 | 10  |
| Dinamarca | 5 | 4 | 0 | 1 | 117 | 108 | +9  | 8   |
| Túnez     | 5 | 2 | 1 | 2 | 111 | 118 | -7  | 5   |
| Argelia   | 5 | 1 | 1 | 3 | 106 | 120 | -14 | 3   |
| Marruecos | 5 | 0 | 3 | 2 | 100 | 117 | -17 | 3   |
| Argentina | 5 | 0 | 1 | 4 | 96  | 129 | -33 | 1   |

- Resultados

| Fecha | Partido¹  | Partido¹ | Partido¹  | Resultado |
| ----- | --------- | -------- | --------- | --------- |
| 02.06 | Túnez     | -        | Argentina | 23-19     |
| 02.06 | Dinamarca | -        | Marruecos | 20-19     |
| 02.06 | España    | -        | Argelia   | 34-24     |
| 03.06 | Marruecos | -        | Túnez     | 23-23     |
| 03.06 | Argentina | -        | España    | 19-31     |
| 03.06 | Argelia   | -        | Dinamarca | 18-28     |
| 04.06 | España    | -        | Marruecos | 34-18     |
| 04.06 | Argentina | -        | Argelia   | 16-25     |
| 04.06 | Túnez     | -        | Dinamarca | 19-23     |
| 06.06 | Túnez     | -        | Argelia   | 23-20     |
| 06.06 | Marruecos | -        | Argentina | 21-21     |
| 06.06 | Dinamarca | -        | España    | 17-31     |
| 07.06 | Argelia   | -        | Marruecos | 19-19     |
| 07.06 | Dinamarca | -        | Argentina | 29-21     |
| 07.06 | España    | -        | Túnez     | 33-23     |

- (¹) – Todos en El Cairo.

### Grupo B
| Equipo              | J | G | E | P | G+  | G-  | DG  | PTS |
| ------------------- | - | - | - | - | --- | --- | --- | --- |
| Alemania            | 5 | 5 | 0 | 0 | 146 | 100 | +46 | 10  |
| Egipto              | 5 | 4 | 0 | 1 | 126 | 111 | +15 | 8   |
| Cuba                | 5 | 3 | 0 | 2 | 153 | 131 | +22 | 6   |
| Brasil              | 5 | 2 | 0 | 3 | 108 | 133 | -25 | 4   |
| Macedonia del Norte | 5 | 1 | 0 | 4 | 122 | 149 | -27 | 2   |
| Arabia Saudita      | 5 | 0 | 0 | 5 | 101 | 132 | -31 | 0   |

- Resultados

| Fecha | Partido¹            | Partido¹ | Partido¹            | Resultado |
| ----- | ------------------- | -------- | ------------------- | --------- |
| 01.06 | Egipto              | -        | Brasil              | 28-19     |
| 02.06 | Arabia Saudita      | -        | Macedonia del Norte | 21-28     |
| 02.06 | Alemania            | -        | Cuba                | 34-25     |
| 03.06 | Brasil              | -        | Arabia Saudita      | 22-21     |
| 03.06 | Macedonia del Norte | -        | Alemania            | 25-36     |
| 03.06 | Cuba                | -        | Egipto              | 29-31     |
| 04.06 | Alemania            | -        | Brasil              | 26-13     |
| 04.06 | Macedonia del Norte | -        | Cuba                | 18-32     |
| 04.06 | Arabia Saudita      | -        | Egipto              | 16-19     |
| 06.06 | Arabia Saudita      | -        | Cuba                | 24-36     |
| 06.06 | Brasil              | -        | Macedonia del Norte | 30-27     |
| 06.06 | Egipto              | -        | Alemania            | 18-23     |
| 07.06 | Cuba                | -        | Brasil              | 31-24     |
| 07.06 | Alemania            | -        | Arabia Saudita      | 27-19     |
| 07.06 | Egipto              | -        | Macedonia del Norte | 30-24     |

- (¹) – Todos en El Cairo.

### Grupo C
| Equipo  | J | G | E | P | G+  | G-  | DG  | PTS |
| ------- | - | - | - | - | --- | --- | --- | --- |
| Rusia   | 5 | 5 | 0 | 0 | 162 | 106 | +56 | 10  |
| Croacia | 5 | 3 | 1 | 1 | 118 | 115 | +3  | 7   |
| Hungría | 5 | 3 | 0 | 2 | 134 | 112 | +22 | 6   |
| Noruega | 5 | 2 | 1 | 2 | 130 | 129 | +1  | 5   |
| Kuwait  | 5 | 1 | 0 | 4 | 107 | 147 | -40 | 2   |
| Nigeria | 5 | 0 | 0 | 5 | 112 | 154 | -42 | 0   |

- Resultados

| Fecha | Partido¹ | Partido¹ | Partido¹ | Resultado |
| ----- | -------- | -------- | -------- | --------- |
| 02.06 | Croacia  | -        | Kuwait   | 25-19     |
| 02.06 | Hungría  | -        | Nigeria  | 34-25     |
| 02.06 | Rusia    | -        | Noruega  | 35-27     |
| 03.06 | Kuwait   | -        | Hungría  | 16-32     |
| 03.06 | Nigeria  | -        | Rusia    | 23-36     |
| 03.06 | Noruega  | -        | Croacia  | 23-23     |
| 04.06 | Rusia    | -        | Kuwait   | 35-15     |
| 04.06 | Hungría  | -        | Croacia  | 19-20     |
| 04.06 | Nigeria  | -        | Noruega  | 13-27     |
| 06.06 | Croacia  | -        | Rusia    | 23-29     |
| 06.06 | Kuwait   | -        | Nigeria  | 30-26     |
| 06.06 | Hungría  | -        | Noruega  | 31-24     |
| 07.06 | Croacia  | -        | Nigeria  | 27-25     |
| 07.06 | Rusia    | -        | Hungría  | 27-18     |
| 07.06 | Noruega  | -        | Kuwait   | 29-27     |

- (¹) – Todos en Ismailia.

### Grupo D
| Equipo        | J | G | E | P | G+  | G-  | DG  | PTS |
| ------------- | - | - | - | - | --- | --- | --- | --- |
| Suecia        | 5 | 4 | 1 | 0 | 168 | 104 | +64 | 9   |
| Francia       | 5 | 4 | 0 | 1 | 151 | 113 | +38 | 8   |
| Yugoslavia    | 5 | 3 | 1 | 1 | 156 | 120 | +36 | 7   |
| Corea del Sur | 5 | 2 | 0 | 3 | 146 | 122 | +24 | 4   |
| China         | 5 | 1 | 0 | 4 | 122 | 193 | -71 | 2   |
| Australia     | 5 | 0 | 0 | 5 | 101 | 192 | -91 | 0   |

- Resultados

| Fecha | Partido¹      | Partido¹ | Partido¹      | Resultado |
| ----- | ------------- | -------- | ------------- | --------- |
| 02.06 | Yugoslavia    | -        | China         | 43-25     |
| 02.06 | Suecia        | -        | Corea del Sur | 25-20     |
| 02.06 | Francia       | -        | Australia     | 32-15     |
| 03.06 | China         | -        | Suecia        | 21-42     |
| 03.06 | Australia     | -        | Yugoslavia    | 22-40     |
| 03.06 | Corea del Sur | -        | Francia       | 25-28     |
| 04.06 | Suecia        | -        | Australia     | 49-17     |
| 04.06 | China         | -        | Corea del Sur | 23-38     |
| 04.06 | Yugoslavia    | -        | Francia       | 23-26     |
| 06.06 | Yugoslavia    | -        | Corea del Sur | 28-25     |
| 06.06 | Francia       | -        | Suecia        | 25-31     |
| 06.06 | Australia     | -        | China         | 29-33     |
| 07.06 | Suecia        | -        | Yugoslavia    | 22-22     |
| 07.06 | Corea del Sur | -        | Australia     | 34-14     |
| 07.06 | Francia       | -        | China         | 41-20     |

- (¹) – Todos en Puerto Saíd.

## Fase final

### Octavos de final
| Fecha | Partido¹   | Partido¹ | Partido¹      | Resultado |
| ----- | ---------- | -------- | ------------- | --------- |
| 09.06 | Cuba       | -        | Dinamarca     | 32-24     |
| 09.06 | Alemania   | -        | Argelia       | 28-17     |
| 09.06 | España     | -        | Brasil        | 27-17     |
| 09.06 | Túnez      | -        | Egipto        | 22-24     |
| 09.06 | Rusia      | -        | Corea del Sur | 31-23     |
| 09.06 | Yugoslavia | -        | Croacia       | 30-23     |
| 09.06 | Hungría    | -        | Francia       | 23-24     |
| 09.06 | Suecia     | -        | Noruega       | 33-26     |

- (¹) – Los primeros cuatro en El Cairo, los siguientes dos en Ismailia y los dos últimos en Puerto Saíd.

### Cuartos de final
| Fecha | Partido¹   | Partido¹ | Partido¹ | Resultado |
| ----- | ---------- | -------- | -------- | --------- |
| 11.06 | España     | -        | Francia  | 23-18     |
| 11.06 | Cuba       | -        | Suecia   | 26-33     |
| 11.06 | Yugoslavia | -        | Alemania | 22-21     |
| 11.06 | Rusia      | -        | Egipto   | 26-20     |

- (¹) – En El Cairo.

### Partidos de clasificación
5.º al 8.º lugar
| Fecha | Partido¹ | Partido¹ | Partido¹ | Resultado |
| ----- | -------- | -------- | -------- | --------- |
| 13.06 | Francia  | -        | Egipto   | 27-25     |
| 13.06 | Alemania | -        | Cuba     | 23-22     |

- (¹) – En El Cairo.

Séptimo lugar
| Fecha | Partido¹ | Partido¹ | Partido¹ | Resultado |
| ----- | -------- | -------- | -------- | --------- |
| 14.06 | Egipto   | -        | Cuba     | 35-28     |

- (¹) – En El Cairo.

Quinto lugar
| Fecha | Partido¹ | Partido¹ | Partido¹ | Resultado |
| ----- | -------- | -------- | -------- | --------- |
| 14.06 | Francia  | -        | Alemania | 21-26     |

- (¹) – En El Cairo.

### Semifinales
| Fecha | Partido¹   | Partido¹ | Partido¹ | Resultado |
| ----- | ---------- | -------- | -------- | --------- |
| 13.06 | Yugoslavia | -        | Suecia   | 22-23     |
| 13.06 | España     | -        | Rusia    | 21-22     |

- (¹) – En El Cairo.

### Tercer lugar
| Fecha | Partido¹ | Partido¹ | Partido¹   | Resultado |
| ----- | -------- | -------- | ---------- | --------- |
| 15.06 | España   | -        | Yugoslavia | 24-27     |

- (¹) – En El Cairo.

### Final
| Fecha | Partido¹ | Partido¹ | Partido¹ | Resultado |
| ----- | -------- | -------- | -------- | --------- |
| 15.06 | Rusia    | -        | Suecia   | 24-25     |

- (¹) – En El Cairo.

## Medallero
|        |       |            |
| Suecia | Rusia | Yugoslavia |

## Estadísticas

### Clasificación general
| 1. Suecia               |
| 2. Rusia                |
| 3. Yugoslavia           |
| 4. España               |
| 5. Alemania             |
| 6. Francia              |
| 7. Egipto               |
| 8. Cuba                 |
| 9. Dinamarca            |
| 10. Croacia             |
| 11. Hungría             |
| 12. Túnez               |
| 13. Noruega             |
| 14. Corea del Sur       |
| 15. Argelia             |
| 16. Brasil              |
| 17. Marruecos           |
| 18. Macedonia del Norte |
| 19. Kuwait              |
| 20. China               |
| 21. Argentina           |
| 22. Arabia Saudita      |
| 23. Nigeria             |
| 24. Australia           |

### Máximos goleadores
| N.º | Nombre             | País          | Goles |
| --- | ------------------ | ------------- | ----- |
| 1   | Rolando Uríos      | Cuba          | 57    |
| 2   | Rafael Guijosa     | España        | 50    |
| 3   | Stefan Lövgren     | Suecia        | 46    |
| 4   | Julio Fis          | Cuba          | 43    |
| 4   | József Éles        | Hungría       | 43    |
| 6   | Stefan Kretzschmar | Alemania      | 41    |
| 6   | Kyung-Shin Yoon    | Corea del Sur | 41    |
| 6   | Mohamed Madi       | Marruecos     | 41    |
| 6   | Nenad Peruničić    | Yugoslavia    | 41    |
| 10  | Andrej Golic       | Francia       | 38    |

### Mejores porteros
| N.º | Nombre           | País     | %     |
| --- | ---------------- | -------- | ----- |
| 1   | Christian Ramota | Alemania | 46,2% |
| 2   | David Barrufet   | España   | 44,3% |
| 3   | Tomas Svensson   | Suecia   | 42,9% |
| 4   | Andrey Lavrov    | Rusia    | 41,1% |
| 5   | Peter Gentzel    | Suecia   | 40,8% |